# Paranaemia vittigera
Paranaemia vittigera – gatunek chrząszcza z rodziny biedronkowatych. Jedyny z monotypowego rodzaju Paranaemia.

## Taksonomia
Gatunek ten opisany został po raz pierwszy w 1843 roku przez Carla Gustafa Mannerheima pod nazwą Hippodamia vittigera. Jako miejsce typowe wskazano Kalifornię. W 1850 roku Étienne Mulsant przeniósł go do rodzaju Naemia. W 1873 roku umieszczony został w rodzaju Megilla przez George’a Roberta Crotcha. W 1899 roku Thomas Lincoln Casey Jr. wyznaczył go gatunkiem typowym nowego rodzaju Paranaemia.

## Morfologia
Chrząszcz o wydłużonym i grzbietobrzusznie przypłaszczonym ciele długości od 4,5 do 6,6 mm i szerokości od 2,9 do 3,4 mm. Głowa jest ubarwiona czarno z żółtym czołem. Krawędź przednia nadustka jest ścięta, a jego kąty przednio-boczne wystają ku przodowi. Tło przedplecza i pokryw jest barwy bladożółtawej, żółtej, różowawej, pomarańczowej lub czerwonawej. Na przedpleczu występuje para dużych, czarnych plam bocznych. Pokrywy są opatrzone trzema czarnymi przepaskami podłużnymi; każda podobnej, dużej szerokości. Krawędź tylna przedplecza jest lekko obrzeżona. Krawędzie boczne pokryw są delikatnie podgięte, a epipleury są płaskie i tylko trochę opadają do wewnątrz. Spód ciała jest czarny z żółtym przedpiersiem. Wyrostek międzybiodrowy przedpiersia jest wąski, bardzo słabo wypukły, zaopatrzony w delikatne listewki boczne, zaś pozbawiony żeberek. Przednia krawędź śródpiersia jest obrzeżona listewką i lekko wykrojona. Na zapiersiu nie występują linie zabiodrowe. Odnóża są czarne i mają stopy o rozszerzonych u nasady i pozbawionych ząbkowania pazurkach. Uda wystają poza krawędź boczną pokrywy. Dwie ostatnie pary odnóży zaopatrzone są w po dwie ostrogi na wierzchołkach goleni. Pierwszy z widocznych sternitów odwłoka pozbawiony jest linii zabiodrzy. Narządy rozrodcze samca są symetrycznie zbudowane. U samicy genitalia charakteryzują się niewielkim infundibulum oraz wydłużoną płytką koksalną o wyraźnym styliku wierzchołkowym.

## Ekologia i występowanie
Zarówno larwy, jak i imagines są drapieżnikami żerującymi na mszycach (afidofagia).
Owad nearktyczny. W Kanadzie znany jest z Kolumbii Brytyjskiej i Alberty. W Stanach Zjednoczonych występuje we wschodnich częściach Waszyngtonu i Oregonu, Idaho, Montanie, Wyoming, Nevadzie, Utah, Kolorado, Kalifornii, Arizonie, Nowym Meksyku i zachodnim skraju Teksasu.